# Municipio de Breitung (Míchigan)
El municipio de Breitung (en inglés: Breitung Township) es un municipio ubicado en el condado de Dickinson en el estado estadounidense de Míchigan. En el año 2010 tenía una población de 5853 habitantes y una densidad poblacional de 33,29 personas por km².

## Geografía
El municipio de Breitung se encuentra ubicado en las coordenadas 45°52′8″N 88°0′16″O / 45.86889, -88.00444. Según la Oficina del Censo de los Estados Unidos, el municipio tiene una superficie total de 175.83 km², de la cual 166.45 km² corresponden a tierra firme y (5.33%) 9.38 km² es agua.

## Demografía
Según el censo de 2010, había 5853 personas residiendo en el municipio de Breitung. La densidad de población era de 33,29 hab./km². De los 5853 habitantes, el municipio de Breitung estaba compuesto por el 97.56% blancos, el 0.39% eran afroamericanos, el 0.43% eran amerindios, el 0.43% eran asiáticos, el 0.09% eran isleños del Pacífico, el 0.21% eran de otras razas y el 0.91% pertenecían a dos o más razas. Del total de la población el 0.68% eran hispanos o latinos de cualquier raza.